# Оточная Слобода
Оточная Слобода (бел. Аточная Слабада), неофиц. Иваничская Слобода (бел. Iваніцкая Слабада) — деревня в Червенском районе Минской области. Входит в состав Клинокского сельсовета.

## Географическое положение
Находится примерно в 8 километрах к юго-западу от райцентра, в 57 км от Минска, вблизи автодороги местного значения Клинок—Иваничи.

## Название
Название Оточная Слобода, закреплённое в документах, среди местных почти не употребляется: как правило, деревню чаще называют Иваничская Слобода (по названию близлежащей деревни Иваничи).

## История
Впервые упоминается в середине XIX века как деревня Оточная в составе Игуменского уезда Минской губернии. На 1858 год она принадлежала казне, здесь насчитывалось 114 жителей. В 1870 году входила в состав Иваничской сельской громады, относилась к Клинокскому православному приходу. Согласно переписи населения Российской империи 1897 года село Оточное, где было 40 дворов и проживали 277 человек. На 1917 год деревня Слобода-Оточная, где было 58 дворов и 352 жителя. С февраля по декабрь 1918 года деревня была оккупирована немцами, с августа 1919 по июль 1920 — поляками. 20 августа 1924 года деревня Оточная Слобода вошла в состав вновь образованного Клинокского сельсовета Червенского района (с 20 февраля 1938 — Минской области. Согласно Переписи населения СССР 1926 года в деревне было 57 дворов, проживали 308 человек. В 1929 году в деревне организован колхоз имени Димитрова, при нём работала кузница. На 1940 год в Оточной Слободе было 53 дома, жили 248 человек. Немцы оккупировали деревню в конце июня 1941 года. В лесах в окрестностях деревни базировалась 1-я Минская партизанская бригада. В июле 1943 года фашистские захватчики сожгли деревню, 10 человек были убиты. Ещё 21 сельчанин погиб на фронтах. Освобождена в начале июля 1944 года. На 1960 год население деревни составило 250 человек. В 1980-е годы она входила в состав колхоза имени Ленина. Согласно переписи населения Белоруссии 1997 года здесь было 34 двора и 73 постоянных жителя. На 2013 год 21 жилой дом, 36 жителей.

## Население
- 1858 — 114 жителей
- 1897 — 40 дворов, 277 жителей
- 1917 — 58 дворов, 352 жителя
- 1926 — 57 дворов, 308 человек
- 1940 — 53 двора, 248 жителей
- 1960 — 250 жителей
- 1997 — 34 двора, 73 жителя
- 2013 — 21 двор, 36 жителей